# Liste der Baudenkmäler in Bodenkirchen
Auf dieser Seite sind die Baudenkmäler in der niederbayerischen Gemeinde Bodenkirchen zusammengestellt. Diese Tabelle ist eine Teilliste der Liste der Baudenkmäler in Bayern. Grundlage ist die Bayerische Denkmalliste, die auf Basis des Bayerischen Denkmalschutzgesetzes vom 1. Oktober 1973 erstmals erstellt wurde und seither durch das Bayerische Landesamt für Denkmalpflege geführt wird. Die folgenden Angaben ersetzen nicht die rechtsverbindliche Auskunft der Denkmalschutzbehörde.

## Ensembles

### Ensemble Ortskern Haunzenbergersöll
Das Ensemble umfasst den südwestlichen Teil des Dorfes, der als ein gerader, in die Flur führender Gassenzug mit geschlossener Bebauung ausgebildet ist. Zwei kleinere Wohnhäuser mit Flachsatteldächern, 18./19. Jahrhundert, sind der älteste Bestand dieser im Kern wohl planmäßigen Anlage des Dorfes, das ehemals Teil einer Hofmark war; das Schloss gegenüber ist abgegangen. Die Bauten im Westen entstanden nach einem Ortsbrand 1902 und wurden in historisierenden Formen errichtet. Die in ihrer Aufwendigkeit und Erscheinung städtisch anmutenden Gebäude gehen auf die Tradition der hofmärkischen Handwerkersiedlung zurück.
Aktennummer: E-2-74-120-1

## Baudenkmäler nach Ortsteilen

### Bodenkirchen
| Lage                        | Objekt                                          | Beschreibung | Akten-Nr.             | Bild           |
| --------------------------- | ----------------------------------------------- | --- | --------------------- | -------------- |
| Filzmoosstraße 1 (Standort) | Stadel                                          | Ständerbohlenbau mit Bundwerk und Satteldach, 17./18. Jahrhundert. | D-2-74-120-1 Wikidata | BW             |
| Kirchplatz 1 (Standort)     | Katholische Pfarrkirche St. Johannes der Täufer | spätgotischer Saalbau mit eingezogenem Chor und Westturm, um 1500, Gliederung durch Strebepfeiler und Dachfries, Westturm mit Geschossgliederung und Spitzhelm; Neuausrichtung durch Erweiterung des Kirchenraums, mit hohem Satteldach und verglasten Zwerchhäusern, 1966 durch Friedrich F. Haindl; mit Ausstattung. | D-2-74-120-2 Wikidata | weitere Bilder |

### Aich
| Lage                              | Objekt                                                               | Beschreibung | Akten-Nr.              | Bild                                                                 |
| --------------------------------- | -------------------------------------------------------------------- | --- | ---------------------- | -------------------------------------------------------------------- |
| Falkensteinweg 1 (Standort)       | Wohnstallhaus mit Stadel                                             | zweigeschossiges Gebäude mit Flachsatteldach, Blockbau-Obergeschoss und Traufschrot, bezeichnet 1733; Stadel, Ständerriegelbau mit Satteldach und Bundwerk, 18./19. Jahrhundert. | D-2-74-120-3 Wikidata  | Wohnstallhaus mit Stadel                                             |
| Niederaicher Straße 2 (Standort)  | Pfarrhaus                                                            | zweigeschossiger Massivbau mit Halbwalmdach und Putzgliederung, erste Hälfte 19. Jahrhundert, im Kern älter. | D-2-74-120-4 Wikidata  | Pfarrhaus                                                            |
| Niederaicher Straße 42 (Standort) | Hakenhof                                                             | Wohnhaus als zweigeschossiger Massivbau mit Flachsatteldach und Traufschrot, Anfang 19. Jahrhundert, angrenzend Stadel, Block- und Ständerbau, 19. Jahrhundert.; Stallstadel, Satteldachbau, teilweise massiv, 19. Jahrhundert.                                                                 | D-2-74-120-5 Wikidata  | Hakenhof                                                             |
| Niederaicher Straße 50 (Standort) | Wohnstallhaus eines Vierseithofs mit Stadel                          | zweigeschossiges Gebäude mit Flachsatteldach, mit Blockbau-Obergeschoss und Traufschrot, bezeichnet 1829; Stadel, Satteldachbau in Ständerbohlenbauweise mit Bundwerk, teilweise massiv ausgebaut, wohl gleichzeitig; Traidkasten, Blockbau, mit Durchfahrt, wohl erste Hälfte 19. Jahrhundert. | D-2-74-120-6 Wikidata  | Wohnstallhaus eines Vierseithofs mit Stadel                          |
| Niederaicher Straße 52 (Standort) | Bundwerkstadel                                                       | Satteldachbau, Anfang 19. Jahrhundert. | D-2-74-120-7 Wikidata  | BW                                                                   |
| St.-Ulrichs-Weg 2 (Standort)      | Katholische Pfarrkirche St. Ulrich                                   | Saalbau mit nördlichem Seitenschiff, spätgotische Anlage mit Westturm, wohl Mitte 15. Jahrhundert, barocke Zwiebelhaube des Westturms 1740, Gliederung durch dreiteilige Streben und Dachfries, Turm mit Geschossgliederung und Blendbögen; mit Ausstattung.                                    | D-2-74-120-8 Wikidata  | weitere Bilder                                                       |
| Werkstraße 1 (Standort)           | Stadel                                                               | Satteldachbau mit Bundwerkwänden, teilweise massiv ausgebaut, 19. Jahrhundert. | D-2-74-120-9 Wikidata  | BW                                                                   |
| Nähe Hillinger Straße (Standort)  | Kriegerdenkmal für die Gefallenen des Ersten und Zweiten Weltkrieges | Steinsockelaufbau mit Bekrönung, nach 1945. | D-2-74-120-90 Wikidata | Kriegerdenkmal für die Gefallenen des Ersten und Zweiten Weltkrieges |

### Altfaltersberg
| Lage                  | Objekt                        | Beschreibung | Akten-Nr.              | Bild |
| --------------------- | ----------------------------- | --- | ---------------------- | ---- |
| Haus Nr. 1 (Standort) | Ehemaliger Einfirsthof        | zweigeschossiger Flachsatteldachbau mit Blockbau-Obergeschoss, rückseitig Bundwerk, Ende 18. Jahrhundert. | D-2-74-120-10 Wikidata | BW   |
| Haus Nr. 2 (Standort) | Vierseithof mit Nebengebäuden | Wohnstallhaus, zweigeschossiger Flachsatteldachbau mit Blockbau-Obergeschoss, teilweise verkleidet, erstes Drittel 19. Jahrhundert; Stadel, Satteldachbau mit Ständerbohlenkonstruktion, teilweise Ziegelbau, wohl erste Hälfte 19. Jahrhundert; Traidboden, Blockbau über Ziegelsockel, mit Satteldach, erste Hälfte 19. Jahrhundert; Nebengebäude/Stall, zweigeschossiger Ziegelbau mit Satteldach, teilweise Segmentbögen, zweiten Hälfte 19. Jahrhundert. | D-2-74-120-11 Wikidata | BW   |

### Bach
| Lage                             | Objekt  | Beschreibung                                     | Akten-Nr.              | Bild |
| -------------------------------- | ------- | ------------------------------------------------ | ---------------------- | ---- |
| Haus Nr. 1, nähe Bach (Standort) | Kapelle | kleiner massiver Satteldachbau, 19. Jahrhundert. | D-2-74-120-12 Wikidata | BW   |

### Binabiburg
| Lage                       | Objekt                                            | Beschreibung | Akten-Nr.              | Bild           |
| -------------------------- | ------------------------------------------------- | --- | ---------------------- | -------------- |
| Bergstraße 4 (Standort)    | Pfarrhof mit Getreidekasten                       | im Kern 17./18. Jahrhundert; Wohngebäude, zweigeschossiger Massivbau mit Halbwalmdach, mit Ecklisenen und Putzgliederung, 1686/90; Traidkasten in Blockbauweise, wohl 18. Jahrhundert; Hoftor, barock, wohl 18. Jahrhundert. | D-2-74-120-13 Wikidata | BW             |
| Bergstraße 7 (Standort)    | Katholische Kirche St. Johann Baptist und Kapelle | Saalkirche mit eingezogenem Chor und Westturm, gotischer Chor, 13./14. Jahrhundert, im 15. Jahrhundert erweitert, Gliederung durch Dreiecklisenen, Langhaus mit Pilastergliederung, barock, 1698, Turm mit Geschossgliederung, Blendbögen und Spitzhelm, 15. Jahrhundert, später verändert; mit Ausstattung; Allerseelenkapelle, massiver Bau mit Halbwalm und kleinem Westturm, Mitte 18. Jahrhundert, im Friedhof. | D-2-74-120-14 Wikidata | weitere Bilder |
| Bergstraße 11 (Standort)   | Wohnhaus                                          | zweigeschossiger Satteldachbau, Blockbau, Ende 18./Anfang 19. Jahrhundert. | D-2-74-120-15 Wikidata | BW             |
| Bergstraße 14 (Standort)   | Zwei Blockbau-Traidkästen                         | über massivem Erdgeschoss mit Satteldach, Ende 18./Anfang 19. Jahrhundert. | D-2-74-120-16 Wikidata | BW             |
| Bergstraße 28 b (Standort) | Bauernhaus                                        | zweigeschossiger Flachsatteldachbau in Blockbauweise, mit Giebelschrot, transferiertes, wieder aufgestelltes Gebäude des 18. Jahrhunderts. | D-2-74-120-18 Wikidata | BW             |
| Bergstraße 30 (Standort)   | Katholische Kirche St. Salvator auf dem Berg      | barocke Wandpfeilerkirche, Saalbau mit Westturm, Gliederung durch breite Lisenen, vorgesetzter Westturm mit Geschossgliederung, oktogonalem Aufbau und Kuppelhaube mit Laterne, 1710–30 durch Dominikus Glasl errichtet; mit Ausstattung. | D-2-74-120-19 Wikidata | weitere Bilder |

### Bonbruck
| Lage                                | Objekt                                    | Beschreibung | Akten-Nr.              | Bild           |
| ----------------------------------- | ----------------------------------------- | --- | ---------------------- | -------------- |
| Ebenhauser Straße 1 (Standort)      | Ehemaliges Schloss                        | später Schulgebäude, heute Rathaus, zweigeschossiger Walmdachbau mit Putzgliederungen und Rustizierungen, im Kern barock, Veränderungen des 19. Jahrhunderts.                     | D-2-74-120-21 Wikidata | weitere Bilder |
| Erdmannsdorfer Straße 32 (Standort) | Stadel                                    | Satteldachbau mit Riegelbundwerk, 17./18. Jahrhundert. | D-2-74-120-23 Wikidata | BW             |
| Langquarter Straße 2 (Standort)     | Katholische Pfarrkirche Mariä Himmelfahrt | Staffelhalle, Chor spätgotisch, zweiten Hälfte 15. Jahrhundert, Langhaus neugotisch, 1892, Westturm mit Spitzhelm, Gliederung durch Strebepfeiler und Dachfries; mit Ausstattung. | D-2-74-120-24 Wikidata | weitere Bilder |

### Buch
| Lage                  | Objekt                        | Beschreibung | Akten-Nr.              | Bild |
| --------------------- | ----------------------------- | --- | ---------------------- | ---- |
| Haus Nr. 2 (Standort) | Katholische Kapelle St. Maria | massiver Satteldachbau mit Dachreiter, mit Putzgliederung und neuromanischen Zierelementen, von 1854; mit Ausstattung. | D-2-74-120-25 Wikidata | BW   |

### Ensbach
| Lage                  | Objekt                 | Beschreibung | Akten-Nr.              | Bild |
| --------------------- | ---------------------- | --- | ---------------------- | ---- |
| Haus Nr. 1 (Standort) | Vierseithof mit Stadel | Wohnstallhaus, zweigeschossiger Flachsatteldachbau mit Blockbau-Obergeschoss und Traufschrot, Ende 18./Anfang 19. Jahrhundert; Stadel, Satteldachbau in Holzbauweise mit Bundwerk, gleichzeitig; Traidkasten, Satteldachbau in Blockbauweise, gleichzeitig; Traidkasten mit Durchfahrt, Blockbau über gemauertem Erdgeschoss, wohl gleichzeitig, Durchfahrt in Sichtziegelmauerwerk, bezeichnet 1855. | D-2-74-120-26 Wikidata | BW   |

### Froschau
| Lage                  | Objekt                  | Beschreibung | Akten-Nr.              | Bild |
| --------------------- | ----------------------- | --- | ---------------------- | ---- |
| Haus Nr. 6 (Standort) | Zugehöriger Traidkasten | Flachsatteldachbau in Holzbauweise, wohl spätes 18. Jahrhundert, aus Treidlkofen (Gemeinde Bodenkirchen), wieder aufgestellt. | D-2-74-120-27 Wikidata | BW   |

### Furth
| Lage                  | Objekt                     | Beschreibung | Akten-Nr.              | Bild |
| --------------------- | -------------------------- | --- | ---------------------- | ---- |
| Haus Nr. 1 (Standort) | Hauskapelle                | im Stadel eingebaut, Mitte bzw. Ende 19. Jahrhundert.                                                                                  | D-2-74-120-28 Wikidata | BW   |
| Haus Nr. 3 (Standort) | Ehemaliges Kleinbauernhaus | zweigeschossiges Gebäude mit Flachsatteldach, mit Blockbau-Obergeschoss, Traufschrot und Giebellaube, zweites Viertel 19. Jahrhundert. | D-2-74-120-29 Wikidata | BW   |

### Gassau
| Lage                    | Objekt                           | Beschreibung | Akten-Nr.              | Bild |
| ----------------------- | -------------------------------- | --- | ---------------------- | ---- |
| Haus Nr. 5 (Standort)   | Stadel eines Dreiseithofs        | Ständerbohlenbau mit Satteldach und Bundwerk, Anfang 19. Jahrhundert. | D-2-74-120-30 Wikidata | BW   |
| Haus Nr. 10a (Standort) | Wohnstallhaus mit Getreidekasten | zweigeschossiges Gebäude mit Flachsatteldach, Blockbau-Obergeschoss, Giebel- und Traufschrot, Anfang 19. Jahrhundert; aus Altfraunhofen; Traidkasten, Blockbau mit Flachsatteldach, mit Schrot, 18. Jahrhundert, 1987 hierher versetzt aus Schrankbaum, Gemeinde Neufraunhofen. | D-2-74-120-82 Wikidata | BW   |

### Gelting
| Lage                                                         | Objekt                        | Beschreibung                                                                                      | Akten-Nr.              | Bild |
| ------------------------------------------------------------ | ----------------------------- | ------------------------------------------------------------------------------------------------- | ---------------------- | ---- |
| Haus Nr. 1 (Standort)                                        | Stadel eines Dreiseithofs     | Ständerbohlenbau mit Satteldach und Bundwerk, zur Hälfte massiv ausgebaut, 19. Jahrhundert.       | D-2-74-120-31 Wikidata | BW   |
| An der Vilsbiburger Straße südlich von Haus Nr. 1 (Standort) | Katholische Herz-Jesu-Kapelle | kleiner massiver Satteldachbau, mit neugotischen Stilelementen, 19. Jahrhundert; mit Ausstattung. | D-2-74-120-32 Wikidata | BW   |

### Götzdorf
| Lage                  | Objekt     | Beschreibung                                                                  | Akten-Nr.              | Bild |
| --------------------- | ---------- | ----------------------------------------------------------------------------- | ---------------------- | ---- |
| Haus Nr. 3 (Standort) | Traidboden | Satteldachbau, Blockbau mit Bundwerkzone, wohl zweite Hälfte 18. Jahrhundert. | D-2-74-120-33 Wikidata | BW   |

### Hargarding
| Lage                  | Objekt                           | Beschreibung | Akten-Nr.              | Bild |
| --------------------- | -------------------------------- | --- | ---------------------- | ---- |
| Haus Nr. 2 (Standort) | Wohnstallhaus mit Getreidekasten | zweigeschossiges Gebäude mit Flachsatteldach, mit Blockbau-Obergeschoss, erste Hälfte 19. Jahrhundert; Traidkasten, Satteldachbau, Blockbau über Ziegelmauerwerk, bezeichnet 1746. | D-2-74-120-34 Wikidata | BW   |

### Haunzenbergersöll
| Lage                              | Objekt                                                   | Beschreibung | Akten-Nr.              | Bild                                                                                          |
| --------------------------------- | -------------------------------------------------------- | --- | ---------------------- | --------------------------------------------------------------------------------------------- |
| Am Falltor (bei Nr. 4) (Standort) | Bildstock                                                | in Ziegelstein gemauert, mit Bildnische und Satteldachabschluss, 19. Jahrhundert. | D-2-74-120-42 Wikidata | [[Vorlage:Bilderwunsch/code!/C:48.36112,12.38574!/D:Am Falltor (bei Nr. 4), Bildstock!/\|BW]] |
| Hofmarkstraße 21 (Standort)       | Kleines Wohnhaus                                         | zweigeschossiges Gebäude mit Flachsatteldach, Ende 18./Anfang 19. Jahrhundert. | D-2-74-120-36 Wikidata | BW                                                                                            |
| Hofmarkstraße 25 (Standort)       | Wohnhaus                                                 | zweigeschossiger und traufständiger Satteldachbau, mit Giebelbekrönung und Putzgliederungen im Stil der Neurenaissance, mit Vortreppe, Ende 19. Jahrhundert. | D-2-74-120-37 Wikidata | BW                                                                                            |
| Hofmarkstraße 27 (Standort)       | Wohnhaus                                                 | zweigeschossiger traufständiger Satteldachbau, Fassade mit Putzgliederungen im Stil der Neurenaissance, nach Brand 1902. | D-2-74-120-38 Wikidata | BW                                                                                            |
| Hofmarkstraße 30 (Standort)       | Wohnhaus                                                 | zweigeschossiger traufständiger Satteldachbau, Fassade mit Putzgliederung und Elementen der Neurenaissance, mit eisernem Balkon, bezeichnet 1902. | D-2-74-120-40 Wikidata | BW                                                                                            |
| Schloßweg 2 (Standort)            | Katholische Kirche St. Johann Baptist, Mauer und Kapelle | Saalkirche mit eingezogenem Chor, spätgotische Anlage, zweite Hälfte 15. Jahrhundert, Turm 1791 erhöht, Westjoch 1824 nach Plan des Landshuter Bauamtmanns Völkl angefügt, südlich Chorflankenturm mit oktogonalem Oberbau und geschnürter Haube, mit Putzgliederungen, Dachfries am Chor erneuert; mit Ausstattung; Friedhofskapelle, 19. Jahrhundert; Friedhofsummauerung, 18./19. Jahrhundert. | D-2-74-120-41 Wikidata | weitere Bilder                                                                                |

### Hilling
| Lage                                                     | Objekt                                                | Beschreibung                                                                                        | Akten-Nr.              | Bild |
| -------------------------------------------------------- | ----------------------------------------------------- | --------------------------------------------------------------------------------------------------- | ---------------------- | ---- |
| Dorfstraße 2 (Standort)                                  | Stadel und Traidkasten eines Vierseithofs mit Windrad | Satteldachbau, Blockbau mit Bundwerk, bezeichnet 1840; Windrad, wohl zweite Hälfte 19. Jahrhundert. | D-2-74-120-43 Wikidata | BW   |
| Dorfstraße 9 (Standort)                                  | Stadel                                                | Ständerriegelbau mit Satteldach und Bundwerk, 19. Jahrhundert.                                      | D-2-74-120-45 Wikidata | BW   |
| Drosselstraße, am Weg nach Bauernseiboldsdorf (Standort) | Wegkreuz                                              | Holzkruzifix, 18. Jahrhundert.                                                                      | D-2-74-120-46 Wikidata | BW   |

### Jesenkofen
| Lage                    | Objekt                           | Beschreibung                                                                              | Akten-Nr.              | Bild                             |
| ----------------------- | -------------------------------- | ----------------------------------------------------------------------------------------- | ---------------------- | -------------------------------- |
| Haus Nr. 1 (Standort)   | Wohnstallhaus eines Vierseithofs | zweigeschossiges Gebäude mit Flachsatteldach, mit Blockbau-Obergeschoss, 19. Jahrhundert. | D-2-74-120-47 Wikidata | Wohnstallhaus eines Vierseithofs |
| Haus Nr. 2 (Standort)   | Wohnstallhaus eines Vierseithofs | Satteldachbau mit Blockbau-Obergeschoss, 19. Jahrhundert.                                 | D-2-74-120-48 Wikidata | BW                               |
| Kapellenfeld (Standort) | Kapelle                          | neugotischer Backsteinbau, westlich mit Dachreiter, bezeichnet 1853.                      | D-2-74-120-49 Wikidata | Kapelle                          |

### Königsreuth
| Lage                   | Objekt      | Beschreibung                                                                    | Akten-Nr.              | Bild |
| ---------------------- | ----------- | ------------------------------------------------------------------------------- | ---------------------- | ---- |
| Haus Nr. 55 (Standort) | Traidkasten | zweigeschossiger Blockbau mit Flachsatteldach und Traufschrot, bezeichnet 1698. | D-2-74-120-50 Wikidata | BW   |

### Lehing
| Lage                  | Objekt                   | Beschreibung | Akten-Nr.              | Bild |
| --------------------- | ------------------------ | --- | ---------------------- | ---- |
| Haus Nr. 2 (Standort) | Wohnstallhaus mit Stadel | zweigeschossiges Gebäude mit Flachsatteldach, Giebelfresken und Traufschrot, mit Eckrustizierung und Putzgliederungen, bezeichnet 1851; Bundwerkstadel, Satteldachbau, Anfang 19. Jahrhundert. | D-2-74-120-52 Wikidata | BW   |
| Haus Nr. 4 (Standort) | Stadel                   | Satteldachbau in Ziegelmauerwerk, mit eingebauter neugotischer Hofkapelle, bezeichnet 1894. | D-2-74-120-53 Wikidata | BW   |

### Litzelkirchen
| Lage                      | Objekt                                      | Beschreibung | Akten-Nr.              | Bild |
| ------------------------- | ------------------------------------------- | --- | ---------------------- | ---- |
| Haus Nr. 3 (Standort)     | Vierseithof mit Stadel und Stall            | Querstockhaus, zweigeschossiger Satteldachbau mit Blockbau-Obergeschoss, 1870; Stadel, Satteldachbau in Holzbauweise, teilweise Blockbau, mit Bundwerk an der Ostseite, bezeichnet 1760, im 19. Jahrhundert erneuert; Remise, Satteldachbau mit Blockbau-Traidboden, 1870; Kuhstall, Satteldachbau in Ziegelmauerwerk, mit böhmischem Gewölbe, 1870; Backhäusl, kleiner Flachsatteldachbau in Ziegelmauerwerk, um 1820/40. | D-2-74-120-54 Wikidata | BW   |
| Haus Nr. 4 (Standort)     | Wohnstallhaus eines ehemaligen Hakenhofs    | Flachsatteldachbau, Wohnteil zweigeschossig in Blockbauweise, Ende 18./Anfang 19. Jahrhundert, mit anschließendem Stadel in Holzbauweise Anfang 19. Jahrhundert, teilweise ausgemauert. | D-2-74-120-55 Wikidata | BW   |
| Haus Nr. 7 (Standort)     | Ehemaliger Einfirsthof                      | zweigeschossiges Querstockhaus mit Flachsatteldach in Blockbauweise, bezeichnet 1810. | D-2-74-120-56 Wikidata | BW   |
| Nördlich Nr. 2 (Standort) | Kapelle                                     | neugotischer südorientierter Backsteinbau, Gliederung durch Lisenen sowie Sockel- und Frieszone, nördlich Dachreiter mit Spitzhelm, 19. Jahrhundert. | D-2-74-120-57 Wikidata | BW   |
| Haus Nr. 2 (Standort)     | Wohnstallhaus und Stadel eines Dreiseithofs | Endstallhaus mit Obergeschoss in Blockbau und Ständerbohlenbau, erste Hälfte 19. Jahrhundert; Stadel, bezeichnet 1843, mit älteren Teilen in Blockbau und Resten von Bundwerk. | D-2-74-120-83 Wikidata | BW   |

### Margarethen
| Lage                              | Objekt                                      | Beschreibung | Akten-Nr.              | Bild |
| --------------------------------- | ------------------------------------------- | --- | ---------------------- | ---- |
| Margarethen Haus Nr. 6 (Standort) | Stadel                                      | Satteldachbau in Ständerriegelbauweise mit Bundwerk, noch 18. Jahrhundert. | D-2-74-120-58 Wikidata | BW   |
| Haus Nr. 17 (Standort)            | Katholische Kirche St. Margaretha mit Mauer | Saalkirche mit eingezogenem Chor, spätgotische Wandpfeilerkirche, Gliederung durch Dachfries, Streben und Wandpfeiler, Ende 15. Jahrhundert, nördlich fünfgeschossiger Chorflankenturm, Spitzhelm über Walmgiebeln erneuert; mit Ausstattung; Kirchhofummauerung, wohl gleichzeitig, mit späteren Veränderungen. | D-2-74-120-61 Wikidata | BW   |
| Haus Nr. 18 (Standort)            | Stadel                                      | Satteldachbau mit Bundwerk, zweiten Hälfte 18. Jahrhundert. | D-2-74-120-62 Wikidata | BW   |

### Michlbach
| Lage                   | Objekt                         | Beschreibung | Akten-Nr.              | Bild                           |
| ---------------------- | ------------------------------ | --- | ---------------------- | ------------------------------ |
| Haus Nr. 18 (Standort) | Katholische Kirche St. Ägidius | Saalkirche, spätgotischer Backsteinbau, westlich viergeschossiger Sattelturm mit erneuerten Zinnengiebeln, spitzbogiges Südportal, Gliederung durch Dreiecklisenen und Dachfries sowie Streben mit Steilgiebel, an der Westwand bezeichnet 1463, am Chor ehemals bezeichnet 1466; mit Ausstattung. | D-2-74-120-63 Wikidata | Katholische Kirche St. Ägidius |

### Oberndorf
| Lage                   | Objekt | Beschreibung                                                            | Akten-Nr.              | Bild |
| ---------------------- | ------ | ----------------------------------------------------------------------- | ---------------------- | ---- |
| Haus Nr. 25 (Standort) | Stadel | Ständerbohlenbau mit Schopfwalmdach und Bundwerk, wohl 19. Jahrhundert. | D-2-74-120-64 Wikidata | BW   |

### Prölling
| Lage                  | Objekt                 | Beschreibung | Akten-Nr.              | Bild |
| --------------------- | ---------------------- | --- | ---------------------- | ---- |
| Haus Nr. 1 (Standort) | Vierseithof mit Stadel | Bauernhaus, Wohngebäude, zweigeschossiger Flachsatteldachbau mit Traufschrot, bezeichnet 1781/1791, Veränderungen im 19. Jahrhundert; Stadel mit Heuboden, Satteldachbau, Ziegelmauerwerk mit Obergeschoss in Blockbau, bezeichnet 1859; Riegelbundwerkstadel, erste Hälfte 19. Jahrhundert; Stadel, Traidkasten, Flachsatteldachbau mit Blockbau-Obergeschoss und geschweiften Bügen, bezeichnet 1824. | D-2-74-120-65 Wikidata | BW   |

### Psallersöd
| Lage                  | Objekt                     | Beschreibung | Akten-Nr.              | Bild |
| --------------------- | -------------------------- | --- | ---------------------- | ---- |
| Haus Nr. 4 (Standort) | Ehemaliges Kleinbauernhaus | eingeschossiger Flachsatteldachbau mit Kniestock, Teilblockbau, mit Giebelschrot, im Kern Ende 17. Jahrhundert, erneuert. | D-2-74-120-66 Wikidata | BW   |

### Rafolding
| Lage                  | Objekt     | Beschreibung | Akten-Nr.              | Bild |
| --------------------- | ---------- | --- | ---------------------- | ---- |
| Haus Nr. 4 (Standort) | Bauernhaus | zweigeschossiges Gebäude mit Flachsatteldach, in Ziegelbauweise, mit Bundwerk am Heuboden, 18./19. Jahrhundert. | D-2-74-120-67 Wikidata | BW   |

### Rimberg
| Lage                  | Objekt | Beschreibung                                                                               | Akten-Nr.              | Bild |
| --------------------- | ------ | ------------------------------------------------------------------------------------------ | ---------------------- | ---- |
| Haus Nr. 1 (Standort) | Stadel | Satteldachbau mit Riegelbundwerk, bezeichnet 1779, westliche Giebelseite massiv ausgebaut. | D-2-74-120-68 Wikidata | BW   |

### Rothenwörth
| Lage                   | Objekt                                              | Beschreibung | Akten-Nr.              | Bild |
| ---------------------- | --------------------------------------------------- | --- | ---------------------- | ---- |
| Haus Nr. 12 (Standort) | Wohnhaus eines Vierseithofs und Stall               | zweigeschossiges Gebäude mit Zeltdach, mit Putzgliederung, 18. Jahrhundert; südöstlich Stallgebäude, zweigeschossiges Gebäude mit Flachsatteldach, teilweise Blockbau, 19. Jahrhundert. | D-2-74-120-70 Wikidata | BW   |
| Haus Nr. 14 (Standort) | Katholische Kirche St. Simon und Judas              | Saalkirche, spätgotische Anlage des 15. Jahrhunderts, später verändert, Gliederung durch Sockel und Dreieckstreben, westlich Dachreiter mit Kuppelhaube; mit Ausstattung.               | D-2-74-120-71 Wikidata | BW   |
| Haus Nr. 16 (Standort) | Wohnstallhaus eines Dreiseithofs                    | zweigeschossiges Gebäude mit Flachsatteldach, mit Blockbau-Obergeschoss und Traufschrot, 19. Jahrhundert.                                                                               | D-2-74-120-72 Wikidata | BW   |
| Haus Nr. 21 (Standort) | Querstockhaus eines Dreiseithofs mit Getreidekasten | zweigeschossiges Gebäude mit Flachsatteldach, mit Blockbau-Obergeschoss und Traufschrot, bezeichnet 1859; Traidkasten, Blockbau mit Flachsatteldach und Bundwerk, 19. Jahrhundert.      | D-2-74-120-73 Wikidata | BW   |
| Haus Nr. 25 (Standort) | Ehemaliger Einfirsthof                              | zweigeschossiges Gebäude mit Flachsatteldach, in Teilen erneuerter Blockbau mit Traufschrot, 18./19. Jahrhundert.                                                                       | D-2-74-120-74 Wikidata | BW   |

### Samberg
| Lage                  | Objekt                   | Beschreibung                                                                                                | Akten-Nr.              | Bild |
| --------------------- | ------------------------ | --- | ---------------------- | ---- |
| Haus Nr. 1 (Standort) | Ehemaliges Querstockhaus | zweigeschossiger Flachsatteldachbau mit Blockbau-Obergeschoss über Ziegelmauerwerk, Anfang 19. Jahrhundert. | D-2-74-120-75 Wikidata | BW   |

### Treidlkofen
| Lage                   | Objekt                             | Beschreibung | Akten-Nr.              | Bild                               |
| ---------------------- | ---------------------------------- | --- | ---------------------- | ---------------------------------- |
| Haus Nr. 5 (Standort)  | Katholische Pfarrkirche St. Ulrich | Saalkirche, spätgotische Anlage des 15. Jahrhunderts, Mitte des 18. Jahrhunderts barockisiert, Erweiterung des Chors nach Plan von Joseph Elsner junior 1908, westlich ausspringender Turm mit Achteckaufsatz und Zwiebelhaube; mit Ausstattung. | D-2-74-120-76 Wikidata | Katholische Pfarrkirche St. Ulrich |
| Haus Nr. 14 (Standort) | Stadel                             | Satteldachbau in Holzkonstruktion, an Süd- und Ostseite Ständerbohlenkonstruktion mit Bundwerk, bezeichnet 1857. | D-2-74-120-77 Wikidata | Stadel                             |
| Haus Nr. 27 (Standort) | Feldkapelle                        | kleiner Massivbau mit Satteldach, 1815; mit Ausstattung. | D-2-74-120-78 Wikidata | BW                                 |

### Wifling
| Lage                  | Objekt                                | Beschreibung | Akten-Nr.              | Bild |
| --------------------- | ------------------------------------- | --- | ---------------------- | ---- |
| Haus Nr. 2 (Standort) | Stadel mit Hofkapelle                 | Stadel, massiver Satteldachbau, mit eingebauter Hofkapelle, Ende 19. Jahrhundert. | D-2-74-120-79 Wikidata | BW   |
| Haus Nr. 3 (Standort) | Stadel                                | Satteldachbau, mit Andreaskreuz-Bundwerk (Ostflügel), erste Hälfte 19. Jahrhundert. | D-2-74-120-80 Wikidata | BW   |
| Haus Nr. 4 (Standort) | Bauernhaus eines Hakenhofs mit Stadel | zweigeschossiger Flachsatteldachbau, verputzter Blockbau mit kleinen Fenstern und Traufschrot, Ende 17. Jahrhundert, Neugestaltung 1853; quer angebauter Stadel mit Flachsatteldach und Bundwerk, Anfang 19. Jahrhundert; Remise mit Traidkasten, Anfang 19. Jahrhundert. | D-2-74-120-81 Wikidata | BW   |

## Ehemalige Baudenkmäler
In diesem Abschnitt sind Objekte aufgeführt, die früher einmal in der Denkmalliste eingetragen waren, jetzt aber nicht mehr. Objekte, die in anderem Zusammenhang also z. B. als Teil eines Baudenkmals weiter eingetragen sind, sollen hier nicht aufgeführt werden. Aktennummern in diesem Abschnitt sind ehemalige, jetzt nicht mehr gültige Aktennummern.

| Lage                                             | Objekt                           | Beschreibung | Akten-Nr.              | Bild |
| ------------------------------------------------ | -------------------------------- | --- | ---------------------- | ---- |
| Erdmannsdorf Erdmannsdorfer Straße 26 (Standort) | Zugehöriger schmaler Stadel      | mit Flachsatteldach und Traidboden, erstes Drittel 19. Jahrhundert.                                                                               | D-2-74-120-22 Wikidata | BW   |
| Haunzenbergersöll Hofmarkstraße 19 (Standort)    | Kleines Wohnhaus                 | zweigeschossiges Gebäude mit Flachsatteldach, Ende 18./ Anfang 19. Jahrhundert.                                                                   | D-2-74-120-35 Wikidata | BW   |
| Haunzenbergersöll Hofmarkstraße 29 (Standort)    | Wohnhaus                         | zweigeschossiger traufständiger Satteldachbau über Sockelgeschoss, Fassade mit Putzgliederungen im Stil der Neurenaissance, Ende 19. Jahrhundert. | D-2-74-120-39 Wikidata | BW   |
| Margarethen Haus Nr. 7 (Standort)                | Fries aus roten Tonkacheln       | Mitte 19. Jahrhundert; an der Nordseite des Wohnstallhauses.                                                                                      | D-2-74-120-59 Wikidata | BW   |
| Margarethen Haus Nr. 9 (Standort)                | Zugehöriger Bundwerkstadel       | mit Halbwalmdach, 18. Jahrhundert. | D-2-74-120-60 Wikidata | BW   |
| Rothenwörth Haus Nr. 7 (Standort)                | Querstockhaus eines Dreiseithofs | zweigeschossiges Gebäude mit Blockbau-Obergeschoss und flach geneigtem Satteldach, bezeichnet 1681, 1850 erneuert.                                | D-2-74-120-69 Wikidata | BW   |